# أوفيد
ببليوس أوفيديوس ناسو (Publius Ovidius Naso؛ 43 ق.م. - 17 م)، المعروف بلقب أوفيد، شاعر روماني قديم، من أشهر أعماله «التحولات» (Metamorphoses) بعام 8 م، والتي كانت عن الميثولوجيا الإغريقية والرومانية. وعرف بكتابته حول استكشاف الحب مثل قصيدة «فن الحب» (Ars Amatoria) التي كتبها في السنة الأولى قبل الميلاد.
ولد أوفيد في سولمونا (في إيطاليا الآن) في 20 مارس عام 43 قبل الميلاد. كانت لأعماله آثار كبيرة على الأدب الغربي. تتضمن أعماله المعروفة الأخرى: «أموريس» (Amores، وهي ثلاثة أجزاء من قصائد الحب)، و«هيرويديس» (Heroides، وهي رسائل وهمية من امرأة إلى أحبائها). كان أوفيد مشهوراً في عهده، وكانت له شعبية كبيرة، وقد كان الإمبراطور أوغسطس يقدم له الاحترام البالغ، إلى أن أبعد من روما القديمة بسبب ظروف مجهولة في العام الثامن الميلادي. بالرغم من التوسلات العديدة، رفض أوغسطس وتيبريوس من بعده العفو عن أوفيد، حتى رحل في حدود العام السابع عشر الميلادي في منطقة «تومي» (تمثل الآن كونستانتسا في رومانيا).
الشاعر السوري ادونيس ترجمها إلى العربية.من أشهر أعماله فن الحب قام بعلاقه شرعيه مع حفيده اوغسطس

## من أهم أقوالة التي أشتهر بها
- إني أرى الحق وأصدق به ولكني أفعل الشر.
- يمكننا أن نتعلَم حتى من أعدائنا.
- قد يصبح كل شيء مُفسدا إذا كان العقل ميالا إلى الشر.
- لا يمتزج الكرامة والحب جيدا، ولا يستمران سويا إلا لفترة قصيرة.
- لتسترح، فالحقل الذي ارتاح ينتج محصولا وفيرا.
- أحيانا ما تكون الدمعة أقوى من خطاب.
- العادة أقوى من كل شيء.
- فلتكن أهلاً للحب إذا أردت أن تُحَبّ.
- النتيجة تبرر العمل.
- أرى الأفضل وأستحسنها، لكني أفعل الأسوأ.
- لا يجرى الحصان بأسرع من السرعة التي يجري بها عندما يكون هناك خيل آخر يحاول اللحاق بها وتخطيها.
- يُحزِنُ المرءَ أن يكون شَرِيفاً دون مقابل.
- إما أن تستمر إلى النهاية أو لا تحاول على الإطلاق.
- الانطباع الأول يخدع الكثيرين.
- من يعتقد أنه بحال جيد سيكون بحال جيد.
- يمكن لأي أحد أن يكون بليغا عند الحديث عن أمر بسيط.
- لا يقدر الناس الفعل الحسن إلا إذا اجتلب جزاءً.
- لا تتحقق آمالي دائما، لكني دائما ما آمل.
- الحمل الذي تحمله بطريقة جيدة يصبح خفيفا.
- ليس هناك من شيء اسمه السعادة الخالصة، فالسعادة دائما ما تمتزج ببعض القلق.
- الوقت أفضل طبيب.
- عندما يجذبنا المزاج تعجبنا الملامح.
- يليق بالرجال تجاهل مظهرهم.
- يكشف الفراغ أي نوع من الناس نحن.
- نحن لا نصدق بسرعة ما لو صدقناه لجرحت مشاعرنا.
- الفقير فقط هو من يداوم على إحصاء قطيعه.
- تسعد الأمور الصغيرة العقول الصغيرة.
- فلتجعل الصناعة تفوق الخامات.
- الحب ضَربٌ من الحرب.
- الشر ضَربٌ من الموت.

## روابط خارجية
- أوفيد على موقع IMDb (الإنجليزية)
- أوفيد على موقع الموسوعة البريطانية (الإنجليزية)
- أوفيد على موقع ميوزك برينز (الإنجليزية)
- أوفيد على موقع قاعدة بيانات برودواي على الإنترنت (الإنجليزية)
- أوفيد على موقع إن إن دي بي (الإنجليزية)
- أوفيد على موقع ديسكوغز (الإنجليزية)
- أوفيد على موقع ديسكوغز (الإنجليزية)
- أوفيد على موقع قاعدة بيانات الفيلم (الإنجليزية)